# Promesse (atletica leggera)
La categoria promesse (promesse uomini o promesse donne a seconda del sesso), a livello internazionale denominata under 23, è una suddivisione dell'atletica leggera stabilita in base all'età dalle federazioni nazionali, e istituita al fine di favorire i giovani atleti a integrarsi nel contesto adulto. Comprende tutti gli atleti dai 20 ai 22 anni compiuti nell'anno in cui gareggiano per la categoria. È la terza nell'ordine per età nell'insieme delle categorie assolute: una promessa può gareggiare insieme a qualunque atleta di almeno 14 anni compiuti, anche se le premiazioni avvengono comunque divise per categoria.
Nella categoria promesse è possibile gareggiare in tutte le discipline della categoria seniores, e a differenza delle categorie allievi e juniores anche le altezze degli ostacoli e il peso degli attrezzi nel getto del peso, lancio del disco e lancio del martello si mantengono tali.